# Philoliche chrysostigma
Philoliche chrysostigma är en tvåvingeart som först beskrevs av Christian Rudolph Wilhelm Wiedemann 1828.  Philoliche chrysostigma ingår i släktet Philoliche och familjen bromsar. Inga underarter finns listade i Catalogue of Life.